# Natale con Yoyo
Natale con YoYo è stato un programma per bambini in onda su Rai Yoyo condotto da Lorenzo Branchetti nel 2016 e nel 2017, realizzato dal Centro di produzione Rai di Torino.

## Il programma
Il programma viene trasmesso per la prima volta l'8 dicembre 2016 alle 18. In questo programma il conduttore insieme ad altri conduttori di programmi della medesima rete, farà compagnia ai bambini ed ai genitori con ospiti, racconti, attrazioni, contenuti allegri e ricchi di significato proprio sulle festività natalizie.

## Stagioni

### Prima stagione (2016-2017)
La prima stagione del programma è andata in onda tutti i giorni, dall'8 dicembre 2016 al 6 gennaio 2017, alle ore 18. Oltre alla conduzione di Lorenzo Branchetti (nel ruolo di Lorenzo), il programma ha visto la partecipazione di Oreste Castagna (nel ruolo di Gipo da Le storie di Gipo), Carolina Benvenga (nel ruolo di Carolina da La posta di YoYo), Laura Carusino (nel ruolo di Laura da L'albero azzurro o della Stella Marina da Le storie di Gipo), Greta Pierotti (nel ruolo di Fata Ariele da Buonanotte con le favole di YoYo e anche Buongiorno con YoYo) e dei pupazzi animati Lallo (La posta di YoYo) e Dodò (L'albero azzurro), e ha ottenuto un grande successo, arrivando a toccare, nella puntata del 12 dicembre, 421.144 telespettatori medi. Oltre che essere la stagione più seguita del programma è anche quella con le puntate più lunghe e anche più ricche di significati del Natale. In ogni puntata Lorenzo risponde alle letterine dei bambini dando significati bellissimi sull'importanza delle feste del Natale. Lorenzo "chiama" gli altri personaggi di Rai YoYo con il Grande Libro del Natale. I personaggi raccontano storie, si fanno dei giochi in studio come il nascondino in time-lapse si fanno delle manualità e fanno vedere interviste ai bambini o cartoni animati come Peppa Pig o Masha e Orso, oppure come la maggior parte nel programma i Cartoni dello Zecchino d'Oro. Partecipano anche Raul Cremona, Edoardo Pecar, Gianluca Berretta e Gabriele Gentile nei panni dei maghi di Gulp Magic e i bambini del Coro dei Piccoli Cantori di Milano che cantano canzoni di Natale. Talvolta vengono anche ospiti i personaggi di Mofy e Maurice di Vita da giungla alla riscossa!

### Seconda edizione (2017-2018)
Visto il grande successo riscosso nella prima stagione, il programma è stato rinnovato per una seconda edizione, che è andata in onda, a differenza della prima, a partire dal 1º dicembre 2017, è terminata il 6 gennaio 2018 ed è stata condotta da Lorenzo Branchetti (nel ruolo di Lorenzo), insieme a Carolina Benvenga (nel ruolo di Carolina), Laura Carusino (nel ruolo di Laura), Andrea Beltramo (nel ruolo di Andrea) e i pupazzi animati Lallo, Dodò e Zarina.